# پیتسبرگ (فیلم ۱۹۴۲)
پیتسبرگ (انگلیسی: Pittsburgh) فیلمی در ژانر درام به کارگردانی لوئیس سایلر و چارلز کی فلدمن است که در سال ۱۹۴۲ منتشر شد.

## بازیگران
- مارلنه دیتریش
- راندولف اسکات
- جان وین
- توماس گومز
- ساموئل اس هیندز
- پال فیکس
- شمپ هوارد
- برادریک اوفارل